# Liste der Monuments historiques in Doux (Ardennes)
Die Liste der Monuments historiques in Doux führt die Monuments historiques in der französischen Gemeinde Doux auf.

## Liste der Immobilien
| Bezeichnung      | Beschreibung           | Standort               | Kennzeichnung | Schutzstatus | Datum | Bild           |
| ---------------- | ---------------------- | ---------------------- | ------------- | ------------ | ----- | -------------- |
| Kirche St-Martin | ab dem 15. Jahrhundert | Rue de l’Église (Lage) | PA00078431    | Inscrit      | 1926  | weitere Bilder |